# Wereldkampioenschap voetbal 1962 (kwalificatie)
56 teams schreven zich in voor de kwalificatie voor het Wereldkampioenschap voetbal 1962 in Chili. Het gastland, Chili en de titelverdediger, Brazilië waren automatisch geplaatst.
Er waren tien Europese tickets beschikbaar voor Chili, vorig WK twaalf. West-Duitsland, Joegoslavië, Sovjet-Unie, Hongarije, Tsjecho-Slowakije, Engeland en Hongarije plaatsten zich opnieuw. Zweden, Frankrijk en Wales werden uitgeschakeld door respectievelijk Zwitserland, Bulgarije en Spanje, Italië nam de plaats in van Noord-Ierland, Schotland en Oostenrijk.
Voor de Zuid-Amerikaanse landen waren er vijf tickets beschikbaar, vorig WK drie. Brazilië en Argentinië waren er opnieuw bij, Paraguay verloor van Mexico een intercontinentale play-off wedstrijd, Uruguay, Chili en Colombia waren de extra deelnemers. Mexico was er dus opnieuw bij als vertegenwoordiger Noord-Amerika.

## Gekwalificeerde landen

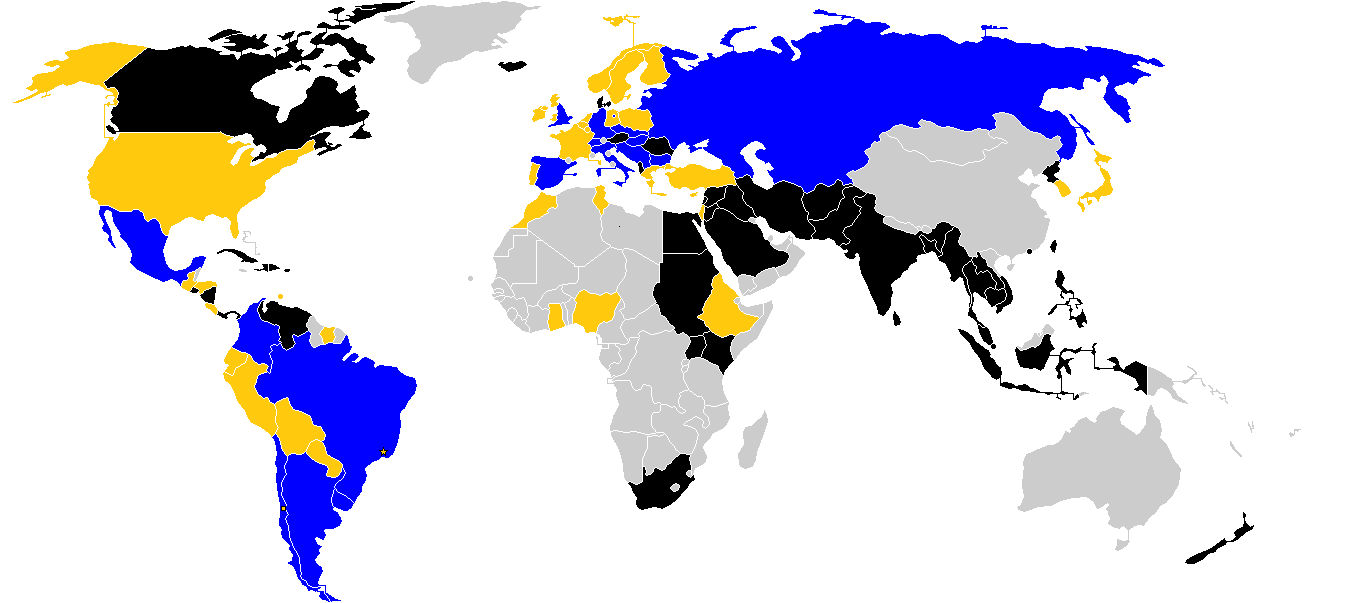
Gekwalificeerd voor het Wereldkampioenschap
Niet gekwalificeerd voor het Wereldkampioenschap
Niet ingeschreven voor de kwalificaties
Geen FIFA-lid

| FIFA-lid          | Confederatie | Kwalificatie             | Aantal dln. (incl. 1962) | Dln. op rij | Eerste dln. | Laatste dln. | Titels (excl. 1962) | Beste prestatie |
| ----------------- | ------------ | ------------------------ | ------------------------ | ----------- | ----------- | ------------ | ------------------- | --------------- |
| Brazilië          | CONMEBOL     | Titelverdediger          | 7e                       | 7           | 1930        | 1958         | 1                   | Kampioen        |
| Chili             | CONMEBOL     | Gastland                 | 3e                       | 1           | 1930        | 1958         | 0                   | Groepsfase      |
| Argentinië        | CONMEBOL     | Winnaar groep 1          | 4e                       | 2           | 1934        | 1958         | 0                   | Tweede          |
| Uruguay           | CONMEBOL     | Winnaar groep 2          | 4e                       | 1           | 1930        | 1954         | 2                   | Kampioen        |
| Colombia          | CONMEBOL     | Winnaar groep 3          | 1e                       | 1           | n.v.t.      | n.v.t.       | n.v.t.              | n.v.t.          |
| Zwitserland       | UEFA         | Winnaar groep 1          | 5e                       | 1           | 1934        | 1954         | 0                   | Kwartfinale     |
| Bulgarije         | UEFA         | Winnaar groep 2          | 1e                       | 1           | n.v.t.      | n.v.t.       | n.v.t.              | n.v.t.          |
| West-Duitsland    | UEFA         | Winnaar groep 3          | 5e                       | 3           | 1934        | 1958         | 1                   | Kampioen        |
| Hongarije         | UEFA         | Winnaar groep 4          | 5e                       | 3           | 1934        | 1962         | 0                   | Tweede          |
| Sovjet-Unie       | UEFA         | Winnaar groep 5          | 2e                       | 2           | 1958        | 1958         | 0                   | Kwartfinale     |
| Engeland          | UEFA         | Winnaar groep 6          | 4e                       | 4           | 1950        | 1958         | 0                   | Kwartfinale     |
| Italië            | UEFA         | Winnaar groep 7          | 5e                       | 1           | 1934        | 1954         | 2                   | Winnaar         |
| Tsjecho-Slowakije | UEFA         | Winnaar groep 8          | 5e                       | 3           | 1934        | 1958         | 0                   | Tweede          |
| Spanje            | UEFA         | play-off (UEFA–CAF)      | 3e                       | 1           | 1934        | 1950         | 0                   | Vierde          |
| Joegoslavië       | UEFA         | play-off (UEFA–AFC)      | 5e                       | 4           | 1934        | 1950         | 0                   | Halve finale    |
| Mexico            | CONCACAF     | play-off (CONMEBOL–NAFC) | 5e                       | 4           | 1930        | 1958         | 0                   | Groepsfase      |